# Heiligenstadt in Oberfranken
Heiligenstadt in Oberfranken (amtlich: Heiligenstadt i.OFr.) ist ein Markt im oberfränkischen Landkreis Bamberg, liegt in der Fränkischen Schweiz und zählt zur Metropolregion Nürnberg.

## Geografie

### Geografische Lage
Die Gemeinde liegt im Leinleitertal im Naturpark Fränkische Schweiz-Veldensteiner Forst im südöstlichen Landkreis Bamberg. 
Das Kleinzentrum Heiligenstadt liegt im Städtedreieck Nürnberg – Bamberg – Bayreuth
Die 25 Gemeindeteile liegen entlang dem Tal der Leinleiter und auf der angrenzenden Jura-Hochfläche. Veilbronn liegt 329 Meter über dem Meeresspiegel. Höchste Erhebung ist der Altenberg hinter Zoggendorf mit 583 Metern über dem Meer.
Die Dörfer auf den Anhöhen von Volkmannsreuth bis Teuchatz gehören zur Langen Meile. Mit dem Seigelstein schließt sich bei Lindach der Nordjura an.
Die Bergdörfer östlich der Leinleiter zählen zum Aufseßer Gebirge.

### Nachbargemeinden
Nachbargemeinden sind (von Norden beginnend im Uhrzeigersinn):
|                   |                    |                     |                     |
| Königsfeld        | Aufseß             | Wiesenttal          | Unterleinleiter     |
| Landkreis Bamberg | Landkreis Bayreuth | Landkreis Forchheim | Landkreis Forchheim |

|                     |                   |                   |                   |
| Eggolsheim          | Buttenheim        | Strullendorf      | Litzendorf        |
| Landkreis Forchheim | Landkreis Bamberg | Landkreis Bamberg | Landkreis Bamberg |

### Gemeindegliederung
Die Gemeinde ist mit 77 Quadratkilometern flächenmäßig die drittgrößte Gemeinde des Landkreises Bamberg, gehört aber auch zu den dünn besiedelten Gebieten.
Die Marktgemeinde Heiligenstadt setzt sich zusammen aus insgesamt 25 Gemeindeteilen: Brunn, Burggrub, Geisdorf, Greifenstein, Heroldsmühle, Herzogenreuth, Hohenpölz, Kalteneggolsfeld, Leidingshof, Lindach, Neudorf, Neumühle, Oberleinleiter, Oberngrub, Reckendorf, Siegritz, Stücht, Tiefenpölz, Veilbronn, Volkmannsreuth, Zoggendorf, Teuchatz, Traindorf sowie Heiligenstadt selbst.
|  |  | Brunn liegt auf einer Hochfläche zwischen Hohenpölz und Schloss Greifenstein. |  | 111 Einwohner  |
|  |  | Burggrub liegt am Rücken des Altenberges und unterhalb des 525 Meter hohen Eichenbergs im Tal der Leinleiter, 378 m ü. NHN.                                                                                 |  | 158 Einwohner  |
|  |  | Der Weiler Geisdorf liegt in etwa 500 m ü. NHN auf einer Terrasse des Jura. |  | 34 Einwohner   |
|  |  | Greifenstein liegt auf einer Höhe von 502 m ü. NHN und ist die Stammburg der Familie Stauffenberg. |  | 6 Einwohner    |
|  |  | Heiligenstadt ist das Zentrum des Marktes, hier wohnt auch der Großteil der Bevölkerung. |  | 1422 Einwohner |
|  |  | Die Heroldsmühle liegt in der Nähe der Leinleiterquelle. |  | 10 Einwohner   |
|  |  | Herzogenreuth liegt auf einer Höhe von 566 m ü. NHN und ist damit das höchstgelegene Dorf im Landkreis Bamberg.                                                                                             |  | 129 Einwohner  |
|  |  | Hohenpölz mit dem 30 Meter hohen Glockenturm der Kirche ist fast von überall auf den Höhen des fränkischen Juras zu sehen.                                                                                  |  | 143 Einwohner  |
|  |  | Kalteneggolsfeld liegt in 520 Meter Höhe, am Rand der Langen Meile. |  | 139 Einwohner  |
|  |  | Leidingshof liegt im südöstlichsten Winkel des Landkreises Bamberg. |  | 35 Einwohner   |
|  |  | Lindach war bis zur Gebietsreform die kleinste Gemeinde in Bayern. |  | 72 Einwohner   |
|  |  | Unweit von Neudorf beginnt das Werntal, welches nach Veilbronn führt. |  | 47 Einwohner   |
|  |  | Die Neumühle liegt am Volletsbach auf einer Höhe von 370 m ü. NHN unterhalb von Schloss Greifenstein und ist auf den meisten Abbildungen der Burg enthalten.                                                |  | 22 Einwohner   |
|  |  | Oberleinleiter liegt auf einer Höhe von 386 m ü. NHN. Wahrzeichen des Dorfes ist der 520 Meter hohe Kreuzsteinfelsen, von dem aus man ein Panorama über die Flur bis zu den Dörfern des Bamberger Jura hat. |  | 155 Einwohner  |
|  |  | Oberngrub liegt auf der Hochfläche und gehört zur Langen Meile. |  | 174 Einwohner  |
|  |  | Reckendorf liegt in einem Seitental der Leinleiter, zwei Kilometer nördlich von Heiligenstadt. |  | 70 Einwohner   |
|  |  | Siegritz liegt in der Nähe des Werntals auf der Albhochfläche in etwa 456 Meter Höhe im äußersten Südosten des Landkreises Bamberg.                                                                         |  | 174 Einwohner  |
|  |  | Stücht gehörte früher den Herren von Stauffenberg auf Schloss Greifenstein. |  | 68 Einwohner   |
|  |  | Teuchatz liegt in einer kleinen Senke (545 m ü. NHN) am Rande des westlichen Höhenzugs der Fränkischen Alb.                                                                                                 |  | 212 Einwohner  |
|  |  | Die Tiefenpölzer Pfarrkirche St. Martin ragt markant über die Ortschaft heraus. |  | 140 Einwohner  |
|  |  | Traindorf liegt knapp einen Kilometer südlich von Heiligenstadt im Tal der Leinleiter. |  | 144 Einwohner  |
|  |  | Veilbronn liegt südlich von Heiligenstadt im Leinleitertal und ist bekannt als Ferienort. |  | 74 Einwohner   |
|  |  | Volkmannsreuth liegt auf der Hochfläche des Fränkischen Juras. |  | 52 Einwohner   |
|  |  | Zoggendorf wird überragt von dem 585 Meter hohen Altenberg. |  | 106 Einwohner  |

- Einwohnerzahlen vom 1. Februar 2021[4]

## Geschichte

### Bis zur Gemeindegründung
Vorgeschichtliche Funde belegen, dass das Gebiet des Marktes schon vor Jahrtausenden zumindest zeitweise bewohnt war. Aber erst zur Zeit der Völkerwanderung, um das Jahr 500, entstanden vereinzelt erste feste Ansiedlungen. Urkundliche Nennung setzte jedoch erst viel später ein.
Die Dörfer der Gemeinde entstanden vor etwa 1000 Jahren. Heiligenstadt selbst existierte bereits vor Gründung des Bistums Bamberg (1007 n. Chr.).
Im Leinleitertal gab es Herrensitze der Ritter von Streitberg. 1525 verursachten aufständische Bauern schwere Schäden an den Schlössern. 1541 erhielt Heiligenstadt vom Kaiser das Marktprivileg bestätigt.
Im Jahr 1580 wurde die Reformation in Heiligenstadt und Unterleinleiter eingeführt. 1690 erwarb der Bamberger Fürstbischof Marquard Sebastian Schenk von Stauffenberg die Rittergüter Greifenstein und Burggrub samt Patronat über Heiligenstadt. Die Grafen Schenk von Stauffenberg bewohnen heute noch die Burg Greifenstein und das Schlossgut Burggrub. Die Ortschaften des nördlichen Gemeindebereiches entstammen den ehemaligen bambergischen Ämtern. Hier gab es keine konfessionelle Änderung. Seit dem Reichsdeputationshauptschluss von 1803 gehört der Ort wie weite Teile Frankens zu Bayern (Siehe auch Geschichte Frankens).

### Eingemeindungen
Im Zuge der Gebietsreform in Bayern schlossen sich am 1. Januar 1971 die Gemeinden Brunn, Burggrub, Hohenpölz, Oberleinleiter, Siegritz, Stücht, Traindorf und Zoggendorf dem Markt Heiligenstadt in Oberfranken an. Ein Teil der Gemeinde Dürrbrunn kam am 1. April 1971 hinzu. Herzogenreuth, Kalteneggolsfeld, Lindach, Oberngrub, Teuchatz und Tiefenpölz folgten am 1. Mai 1978.

### Einwohnerentwicklung
Im Zeitraum von 1988 bis 2018 wuchs der Markt von 3494 auf 3518 um 24 Einwohner bzw. um 0,7 %. Ein Höchststand wurde am 31. Dezember 1998 mit 3753 Einwohnern erreicht.

### Kriege

#### Hussitensturm (1430)
Der erste größere Krieg, über den man Genaueres weiß, war der Hussitenkrieg im Jahr 1430. Die Heiligenstadter Pfarrbeschreibung berichtet, dass 1429 einzelne böhmische Haufen Teile von Heiligenstadt, ganz Burggrub und Zoggendorf zerstörten. Dem von Bamberg zu Hilfe gerufenen Markgrafen Friedrich gelang es, durch Zahlung einer immensen Summe Geld den Hussitenführer Prokop zur Umkehr zu bewegen. Das Geld mussten die Untertanen durch Sondersteuern aufbringen.

#### Bauernaufstand (1525)
Während des Bauernaufstands von 1525 plünderten und brannten Bauern aus dem Bamberger Grund das Schloss Burggrub, ein Ebermannstadter Haufen plünderte das Schloss in Veilbronn. Als der Bauernaufstand durch den Schwäbischen Bund niedergeschlagen war, wurden auf dem Markt von Hollfeld fünf ihrer Anführer geköpft.

#### Markgräflerkrieg (1552–1554)
Der Markgräflerkrieg wurde im Jahr 1552 vom Markgrafen Albrecht Alcibiades von Brandenburg-Kulmbach ausgelöst. Im April 1553 verwüsteten markgräfliche Reiter das Dorf Herzogenreuth. Hohenpölz sollte durch Zahlung eines Schutzgeldes einen Schutzbrief erhalten, um dem Schlimmsten zu entgehen.

#### Dreißigjähriger Krieg (1618–1648)
Der Dreißigjährige Krieg verursachte von allen Kriegen die größten Schäden. Am 10. September 1632 meldete der Mistendorfer Pfarrer die Plünderung der von ihm betreuten Dörfer Teuchatz und Tiefenpölz. Nicht die Schweden, sondern die für die katholische Seite kämpfenden Kaiserlichen waren die Täter. Der Kastner der Streitburg schrieb 1633 an den Markgrafen in Kulmbach, dass „den Untertanen all ihr Vieh und Getreide hinweggeführt und viele gräulich ermördert wurden“. In manchen Dörfern seien über die Hälfte der Untertanen elendiglich gestorben. „Abgang“ von öden Gütern gab es in Volkmannsreuth, Brunn, Oberleinleiter, Burggrub und Stücht. Die Zeiten waren so unsicher geworden, dass kaum Aufzeichnungen geführt wurden. Man wusste nicht mehr, wer für oder gegen wen kämpfte. Am 12. Juni 1634 plünderten weimarische Reiter die Dörfer und nahmen den Bauern das Vieh weg. Ein Augenzeuge schrieb:

„Am selben Tag sahen wir auf dem Gebirge bei Hollfeld an 3 Stellen Dörfer brennen, die Flammen schlugen bis zu den Wolken.“

In diesem Zusammenhang dürfte auch Heiligenstadt heimgesucht worden sein.

#### Siebenjähriger Krieg 1756–1763
Im Siebenjährigen Krieg zwischen Preußen und Österreich ging es um die Vormacht in Mitteleuropa. Die Preußen zogen über Fürth nach Norden und schlugen im Sommer 1757 in Ebermannstadt ihr Quartier auf. Sie plünderten die Stadt, ehe sie die Leinleiter aufwärts zogen. Unterwegs erpressten sie alles, was zu haben war: Geld, Vieh und Lebensmittel. Unter dem durchziehenden Soldatenvolk litten Veilbronn und Traindorf. Knapp ein Jahr danach folgte der nächste Einfall der Preußen und ein weiteres Jahr später der dritte. Im November 1762 lagen noch einmal preußische Truppen drei Wochen lang in der Gegend um Heiligenstadt.

#### Napoleonische Kriege (1796)
In den napoleonischen Kriegen überflutete ein Armeekorps unter General Jean-Baptiste Jourdan auf dem Rückzug die Fränkische Schweiz. Französische Feldjäger ritten durch die Ortschaften und erpressten von den Bauern Schutzgelder – manchmal mehrmals hintereinander.

#### Deutsch-Französischer Krieg (1870)
Mit der Annexion von Elsass-Lothringen wurden viele Wehrpflichtige in der Garnison Metz stationiert, von denen einige für immer dort blieben und heirateten, wie etwa Jean Puff aus der Heroldsmühle.

#### Erster Weltkrieg
Zwar fand der Erste Weltkrieg fern der Heimat statt, doch waren die Verluste an Menschen ähnlich hoch wie im Dreißigjährigen Krieg.

#### Zweiter Weltkrieg
Am Ende des Zweiten Weltkriegs versteckten sich die Dorfbewohner mit ihrem Vieh, während die Dorfältesten den US-amerikanischen Soldaten mit einer weißen Fahne entgegengingen, um ihr Dorf zu übergeben. Die Amerikaner setzten eine Militärregierung ein und ordneten bei Todesstrafe die Ablieferung sämtlicher Schusswaffen an. Bei Teuchatz wurde ein Sprengplatz eingerichtet, auf dem die Wehrmachtsmunition vernichtet wurde.

### Chronologie
- 1541: Marktprivileg
- 1580: Reformation in Heiligenstadt und Unterleinleiter
- 1803: Heiligenstadt fällt an Bayern
- 1915: Eisenbahnanschluss über Ebermannstadt nach Forchheim
- 1968: Stilllegung der Eisenbahnlinie
- 1971: erste Gemeindegebietsreform
- 1978: zweite Gemeindegebietsreform

### Ortsname

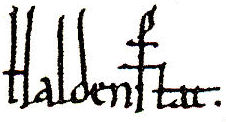
Erste urkundliche Form: Haldenstat

Der Ortsname Heiligenstadt hat nichts mit dem Wort heilig zu tun. Er ist vielmehr ein Beispiel dafür, wie sich Namen im Lauf der Zeit verändern können. Der Ort wurde erstmals Im Jahr 1365 erwähnt als Haldenstat (= Stadt an der Halde, am Hang).
In einem Bericht aus der Zeit der Entdeckung der Fränkischen Schweiz beschreibt Dr. Gottlieb Zimmermann im Jahr 1840 eine Wanderroute entlang der Leinleiter, wobei er mit der Erwähnung des alten Namens von Heiligenstadt zeigt, dass der Ortsname nichts mit Heiligen zu tun hat, sondern mit dem Wort Halde:

„Heiligenstadt, auch das lutherische Hallstadt genannt, ist ein hübscher Marktflecken im Thale, wo die Reisenden mehrere und ziemlich gute Wirthshäuser finden.“

Lutherisches Hallstadt wurde der Ort genannt, um ihn von dem mehrheitlich katholischen Hallstadt bei Bamberg zu unterscheiden.

## Religion
Auf dem Gebiet des Marktes liegen jene Dörfer im Bereich der Erzdiözese Bamberg, die die größte konfessionelle Homogenität aufweisen: In Leidingshof gibt es keinen einzigen Katholiken, in den Dörfern der Pfarrei Tiefenpölz ist fast niemand evangelisch. Im Marktkern leben hauptsächlich Lutheraner, in den Neubaugebieten mehrheitlich Katholiken. In den Dörfern rings um Heiligenstadt sind die evangelischen Christen in der Mehrheit. Laut Zensus am 9. Mai 2011 sind 47,3 % der Einwohner römisch-katholisch und 41,3 % evangelisch-lutherisch. 11,4 % der Einwohner gehören einer anderen Religion an oder sind konfessionslos.

### Kirchen

#### Römisch-katholische Kirche
Heiligenstadt-Burggrub ist Patronatspfarrei mit Präsentationsrecht der Schenken von Stauffenberg, Greifenstein, und nennt sich St. Paul, Heiligenstadt-Burggrub.

#### Evangelisch-Lutherische Kirche
Die evangelisch-lutherische Kirchengemeinde hat ihr Zentrum in der Pfarrkirche St. Veit und Michael. Im Ortsteil Siegritz steht als Filialkirche die Johanneskirche.

#### Freikirchen

Baptisterium der Baptistenkirche

Die dem Bund Evangelisch-Freikirchlicher Gemeinden angehörende Baptistengemeinde Heiligenstadt wurde 1978 gegründet. Ihr Gotteshaus ist die im Jahr 2003 eingeweihte Christuskirche. 
Sie befindet sich auf dem Gelände des evangelisch-freikirchlichen Diakoniewerkes Tabea Leinleitertal. Zum Werk gehören neben Einrichtungen der Altenpflege eine Seniorenwohnanlage sowie Ferienwohnungen und ein Tagungs- und Freizeitzentrum.

### Juden
Schon um das Jahr 1430 gab es Juden in den umliegenden Städten, die mit Bauern in Heiligenstadt Handel trieben. In Heiligenstadt selbst gab es vermutlich damals noch keine Juden.
Nach den Lehensunterlagen wohnten im Jahr 1605 mindestens drei jüdische Familien in Heiligenstadt. Im Jahr 1617 lassen sich schon sieben Familien nachweisen. Nach einem Verzeichnis des Pfarrers Knab aus Heiligenstadt von 1758 wohnten insgesamt 1627 Seelen in seiner Pfarrei, davon 239 Katholiken und 58 Juden. 1692 erging eine Schächt- und Schlachtordnung. 1734 wurde der Judenschaft erlaubt, ihre Bücher öffentlich mit Begleitung von Musikanten in ihre Synagoge tragen zu dürfen.
Ein jüdischer Betsaal bestand seit 1670 in einem Privathaus. Eine um 1818 geplante Synagoge wurde nicht gebaut. Die jüdische Gemeinde entwickelte sich etwa im Zeitraum 1750 bis 1850 zu ihrer größten Blüte, wobei 1852 gut 20 % der Heiligenstädter Bevölkerung (insgesamt 426 Einwohner) Juden waren. In der Folgezeit wanderten viele Familien ins Umland ab oder nach Amerika aus. Ende des 19. Jahrhunderts war die Gemeinde auf zwölf Mitglieder geschrumpft. 1902 musste sie sich auf Behördenbeschluss mit der Gemeinde in Aufseß zusammenschließen.
Letztes Relikt aus der Zeit der jüdischen Gemeinde ist der jüdische Friedhof auf dem Berg Kuhlich.

## Politik

### Bürgermeisterwahlen
Erster Bürgermeister ist seit 1. Mai 2020 Stefan Reichold (SPD), der sich bei drei Gegenkandidaten mit 68,20 % der Stimmen durchsetzte. Sein Vorgänger war seit 1990 Helmut Krämer (Einigkeit), der 2008 mit 55,88 % und 2014 mit 59,41 % der Stimmen wiedergewählt wurde. Von 1960 bis 1990 fungierte Johann Daum (SPD) als Gemeindeoberhaupt.

### Gemeinderatswahlen
Die Wahlen zum Gemeinderat am 15. März 2020 führten in Heiligenstadt bei einer Wahlbeteiligung von 77,29 % zu folgendem Ergebnis (mit Sitzverteilungen aus vorigen Wahlen):
| Partei/Wählergruppe              | Sitze 2002 | Sitze 2008 | Sitze 2014 |         | Stimmenanteil 2020 | Sitze 2020 |
| CSU                              | 7          | 6          | 5          | 30,16 % | 5                  |            |
| SPD – ÜWG*                       | 4          | 3          | 4          | 38,24 % | 6                  |            |
| Bürgernähe (BN)                  | –          | 3          | 5          | 23,95 % | 4                  |            |
| Wählergemeinschaft Zukunft (WZK) | –          | –          | –          | 7,65 %  | 1                  |            |
| Wählergemeinschaft (WG)          | 3          | 2          | 2          | –       | –                  |            |
| Zukunft Jura (ZJ)                | 2          | 2          | –          | –       | –                  |            |
| Gesamt                           | 16         | 16         | 16         | 100 %   | 16                 |            |

* ÜWG = Überparteiliche Wählergemeinschaft

### Wappen
| Wappen von Heiligenstadt (Oberfranken) | Blasonierung: „In Silber auf silbernen Wolken stehend der Erzengel Michael mit goldenen Flügeln, rotem Mantel und blauem Untergewand, einem goldenen Helm mit rotem Federbusch auf dem Haupt, in der Rechten einen grünen Olivenzweig.“ |
| Wappen von Heiligenstadt (Oberfranken) | Wappenbegründung: Der Erzengel Michael ist neben dem heiligen Veit Schutzheiliger der evangelischen Pfarrkirche St. Veit und Michael in Heiligenstadt. Im Rahmen der Gebietsreform schlossen sich 1971 die Gemeinden Brunn, Burggrub, Hohenpölz, Oberleinleiter, Siegritz, Stücht, Traindorf, Zoggendorf und der Markt Heiligenstadt zusammen. Die neue Gemeinde übernahm das Wappen des Marktes Heiligenstadt, das bei der Wappenrevision 1819 als „längst geführtes Wappen“ bezeichnet wurde. Ältere Siegel sind jedoch nicht überliefert. |

## Persönlichkeiten

### In Heiligenstadt geboren
- Albert Weber (1828–1879), Klavierbauer

### Personen, die in Heiligenstadt gewirkt haben
- Karl Brdlik (1874–1948), Lehrer und Heimatforscher
- Helmut Grundmann (1920–2009), baptistischer Pastor, Generalsekretär der Europäisch-Baptistischen Missionsgesellschaft (1967–1984) und Seelsorger des Familienzentrums Heiligenstadt (1984–1989)

## Wirtschaft und Infrastruktur

### Wirtschaft
Die in den umliegenden Städten einsetzende Industrialisierung trug zur Abwanderung der Kleinhandwerker und der Jugend bei. Auch die Heimatvertriebenen nach dem Zweiten Weltkrieg änderten diese Landflucht nicht entscheidend. Nicht alle blieben auf Dauer. Ein Aufschwung setzte erst in den 1970er Jahren ein, als Bürgermeister Daum alles daran setzte, Heiligenstadt für Arbeitnehmer attraktiver zu machen. Zu diesem Zweck wurden Arbeitsplätze und Einkaufsmöglichkeiten geschaffen. Dazu kamen staatliche Fördermittel, die eine Sanierung des Ortskerns ermöglichten.

### Freiwillige Feuerwehren
Freiwillige Feuerwehren gibt es in Brunn, Burggrub, Heiligenstadt, Herzogenreuth, Hohenpölz, Kalteneggolsfeld, Lindach, Oberleinleiter, Oberngrub, Siegritz, Stücht/Reckendorf, Teuchatz, Tiefenpölz, Traindorf, Volkmannsreuth und Zoggendorf.

### Brauereien

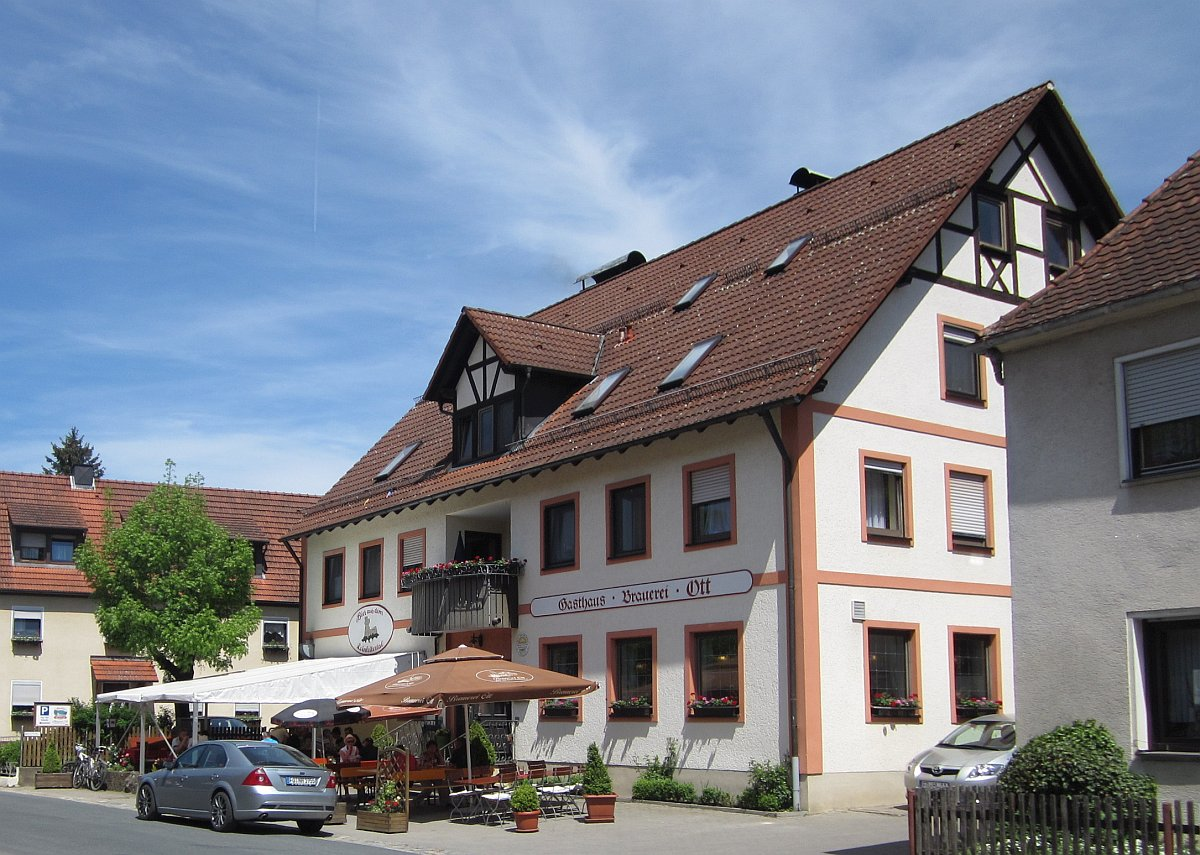
Brauerei Ott in Oberleinleiter

Im Marktgebiet gibt es noch zwei Brauereien: die Brauerei Aichinger in Heiligenstadt und die Brauerei Ott in Oberleinleiter.

### Tourismus
Zur Förderung des Fremdenverkehrs wurde die alte Schule zum heutigen Rathaus umgebaut und der historische Marktplatz neu gestaltet. Außerdem wurde die alte Örtelscheune zum Haus der Bürger umfunktioniert.
Der Markt mit seinen denkmalgeschützten Häusern und seiner historisch interessanten Kirche ist ein bekanntes Ausflugsziel.
Vor allem in der Osterzeit wird er von vielen Touristen angesteuert, die die Osterbrunnen der Fränkischen Schweiz besichtigen.
Die evangelische Pfarrkirche St. Veit und Michael geht auf eine frühere Zehntscheune zurück. Der frei stehende Glockenturm steht auf den Resten einer früheren Burg. Für eine evangelische Kirche ungewöhnlich ist die reichhaltige Barockmalerei der hölzernen Emporen und der Felderdecke.

### Bildergalerie

Heiligenstadt und Umgebung
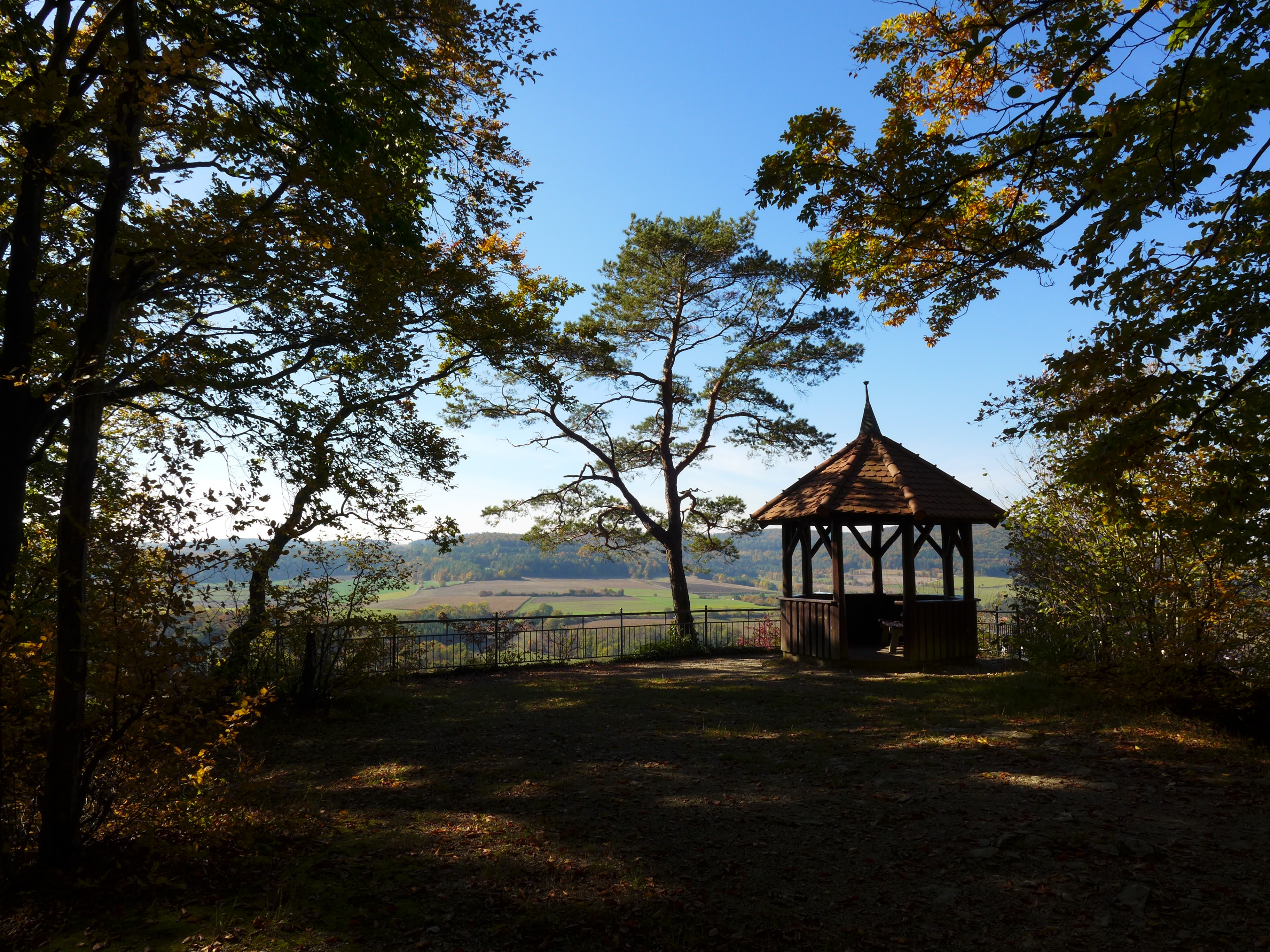
Pavillon
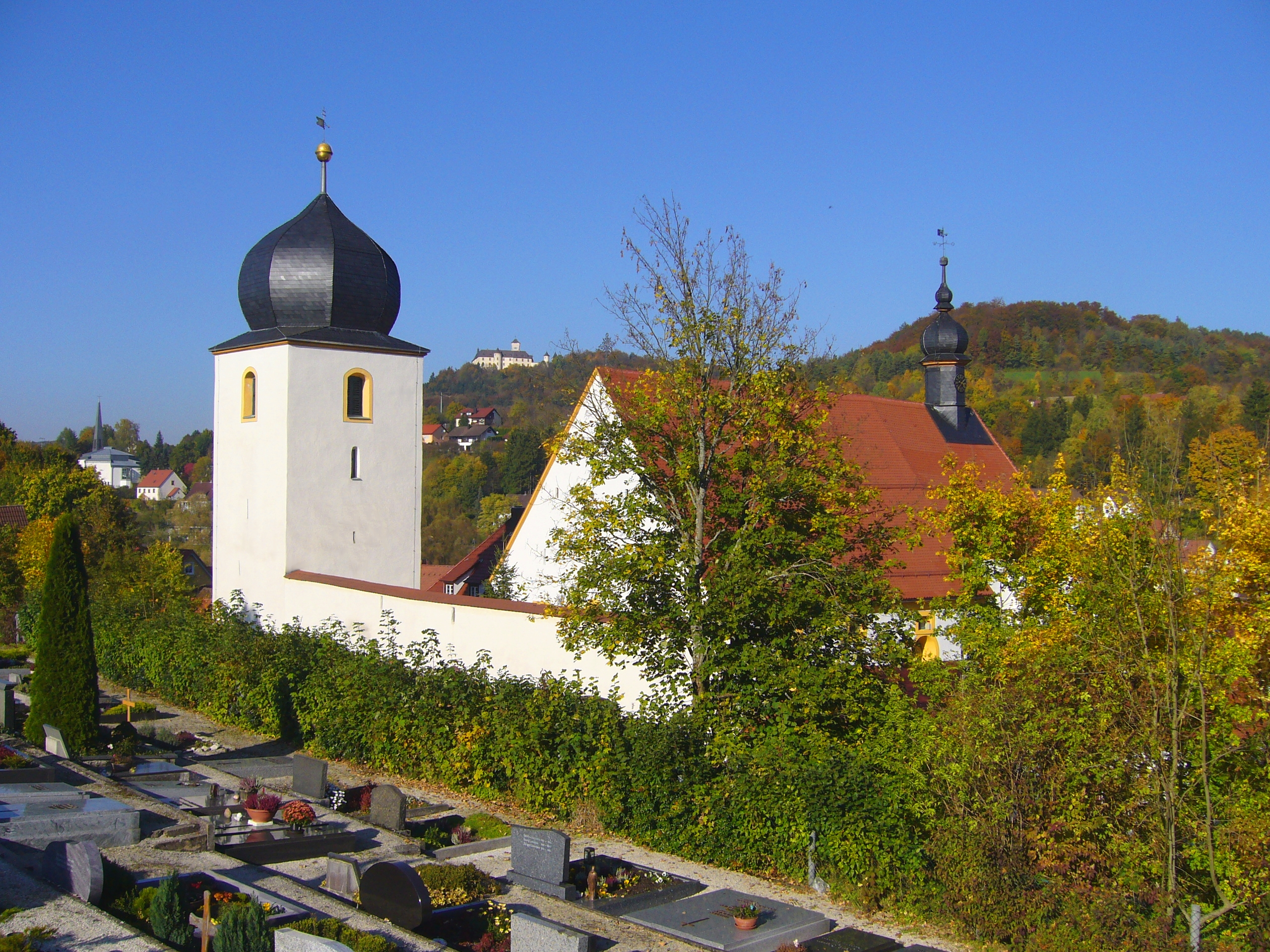
Kirchen und Greifenstein
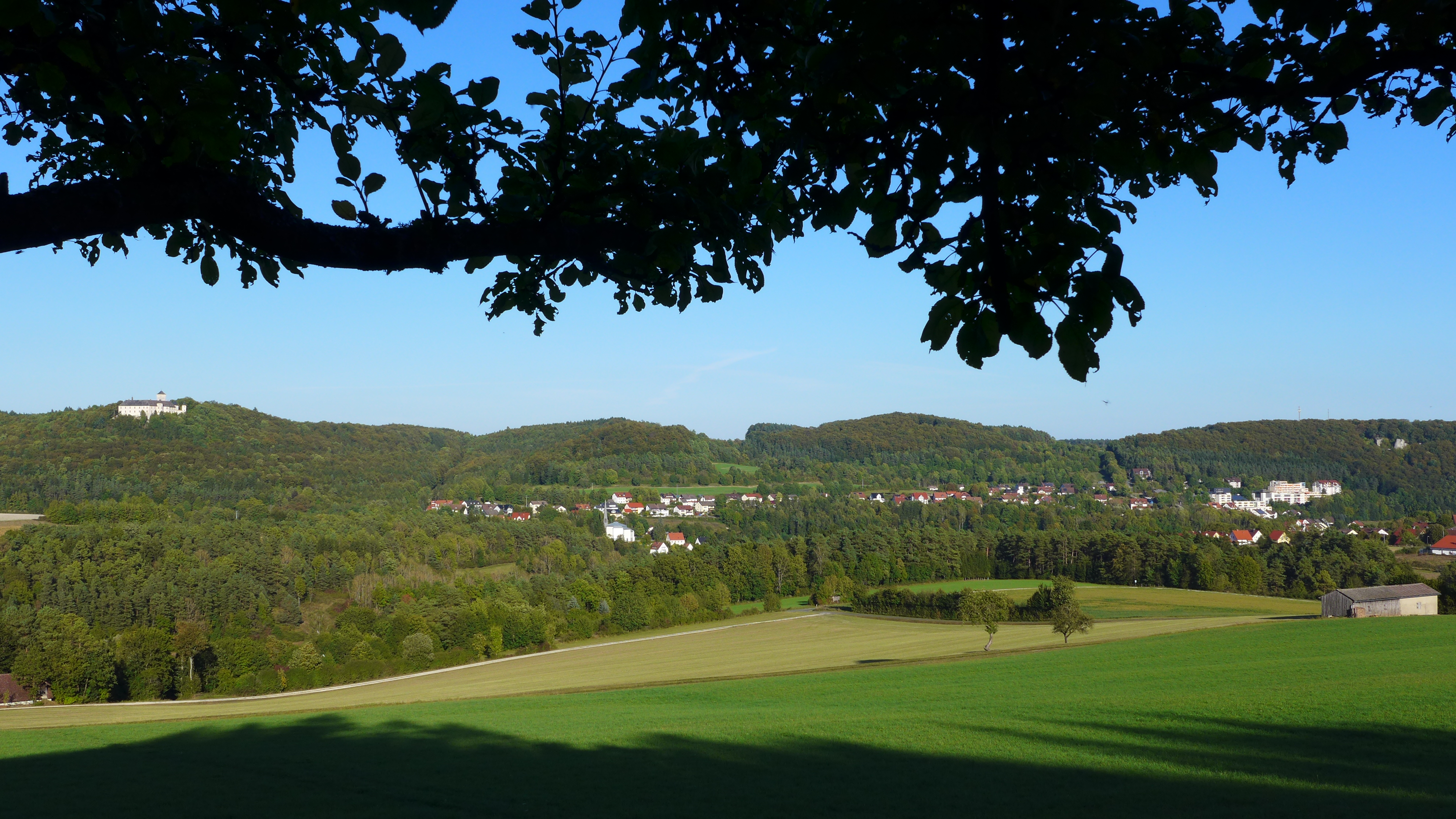
Blick vom Altenberg
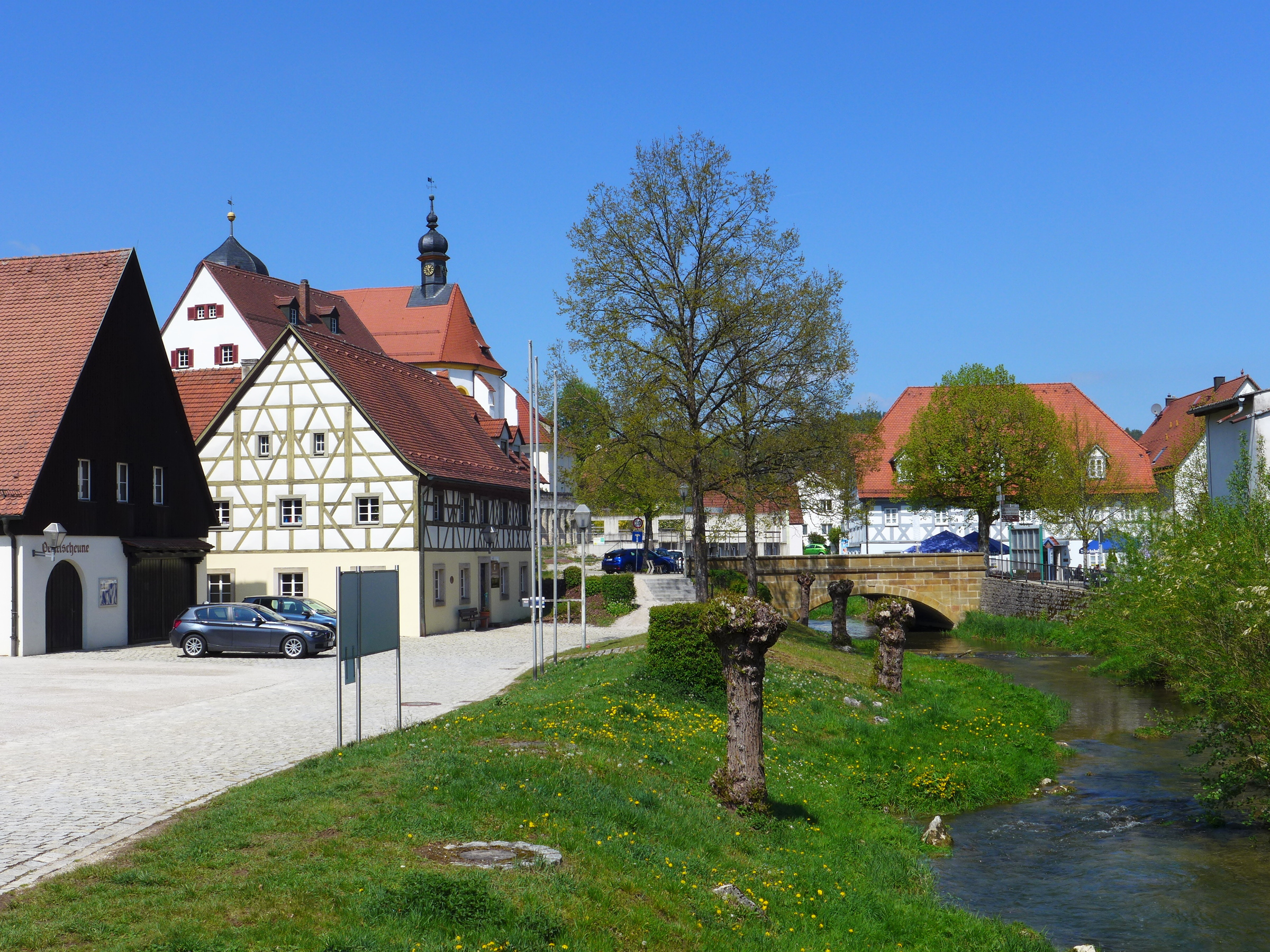
An der Leinleiter
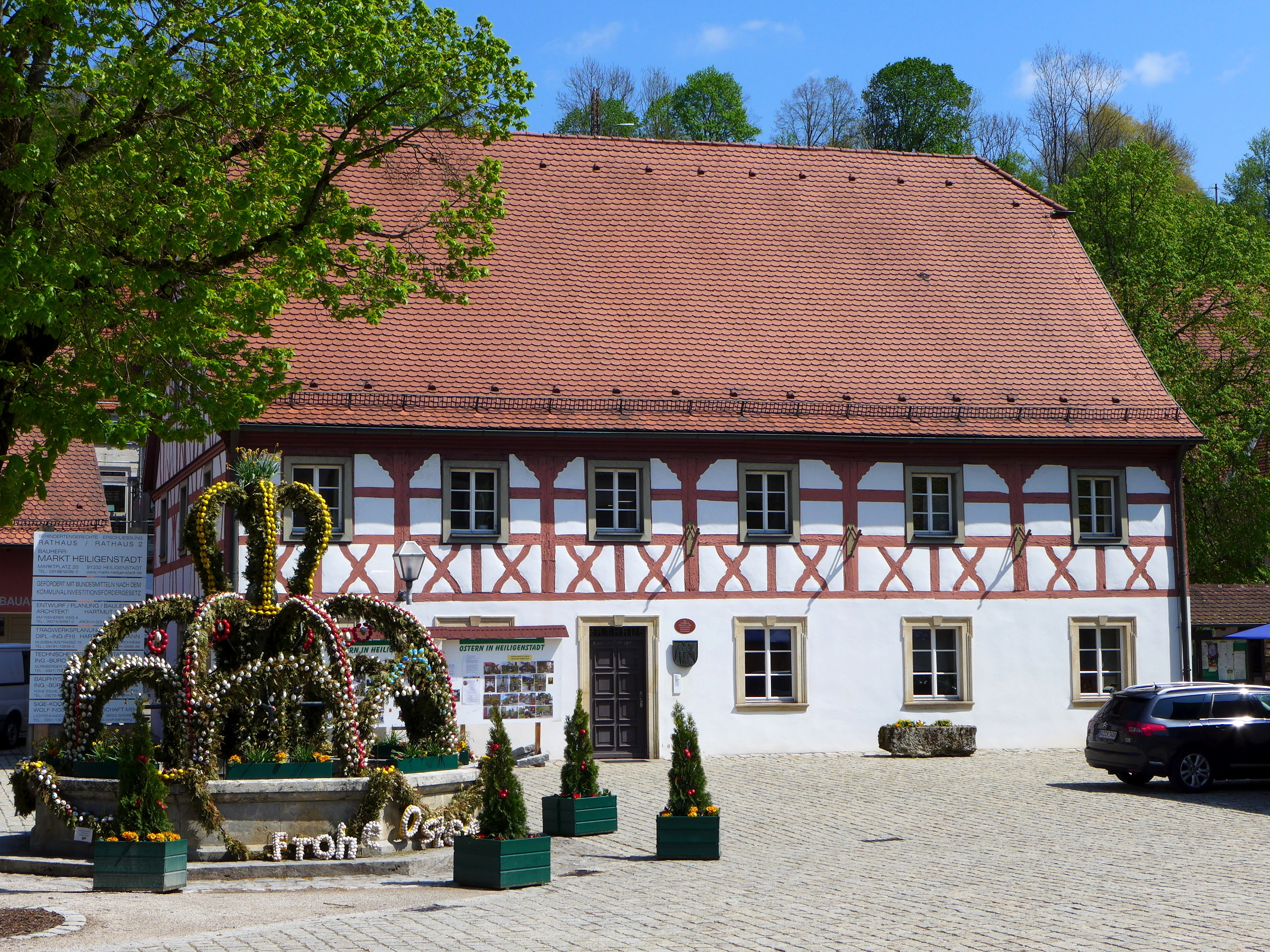
Rathaus und Osterbrunnen
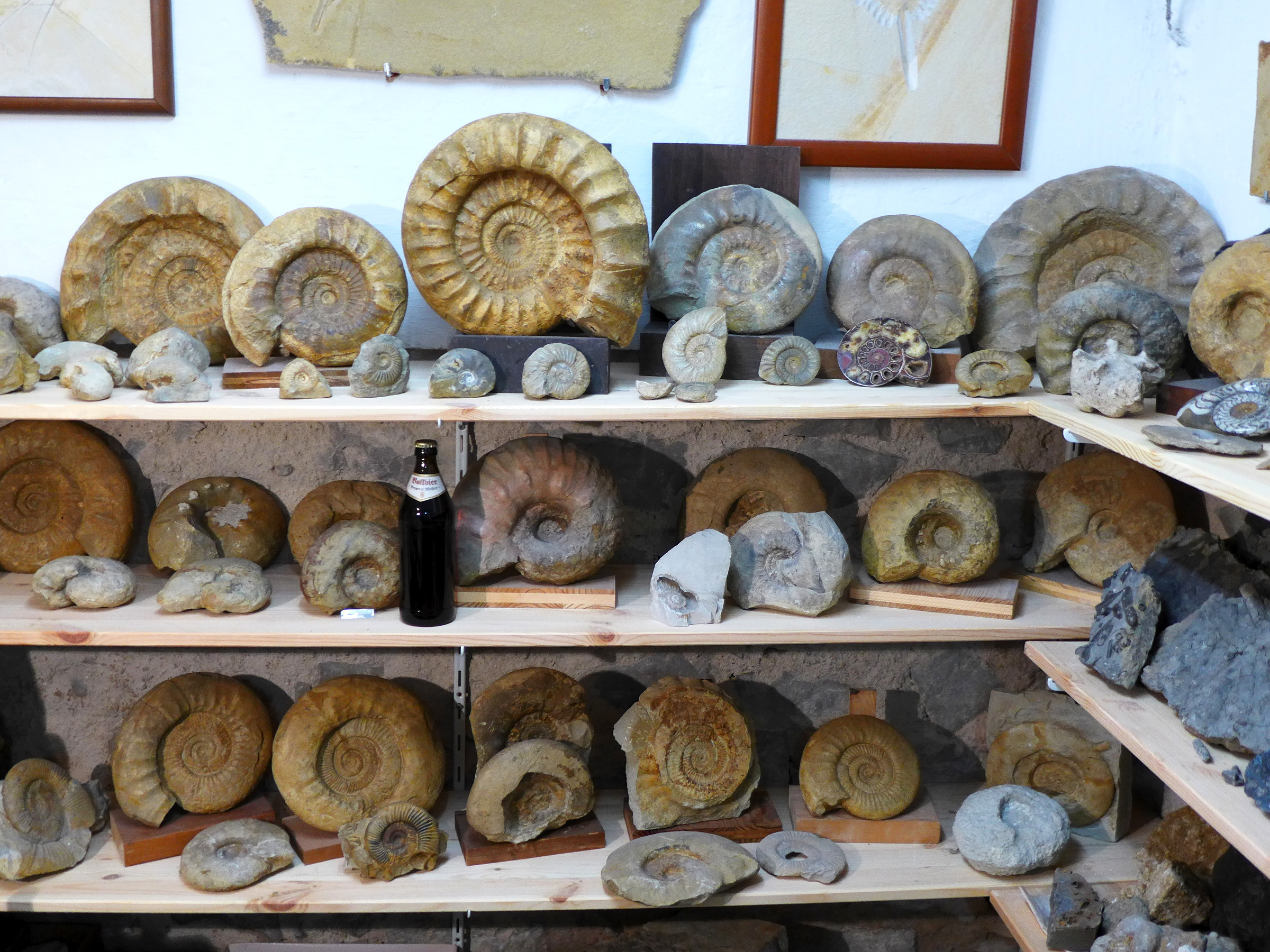
Ammonitensammlung
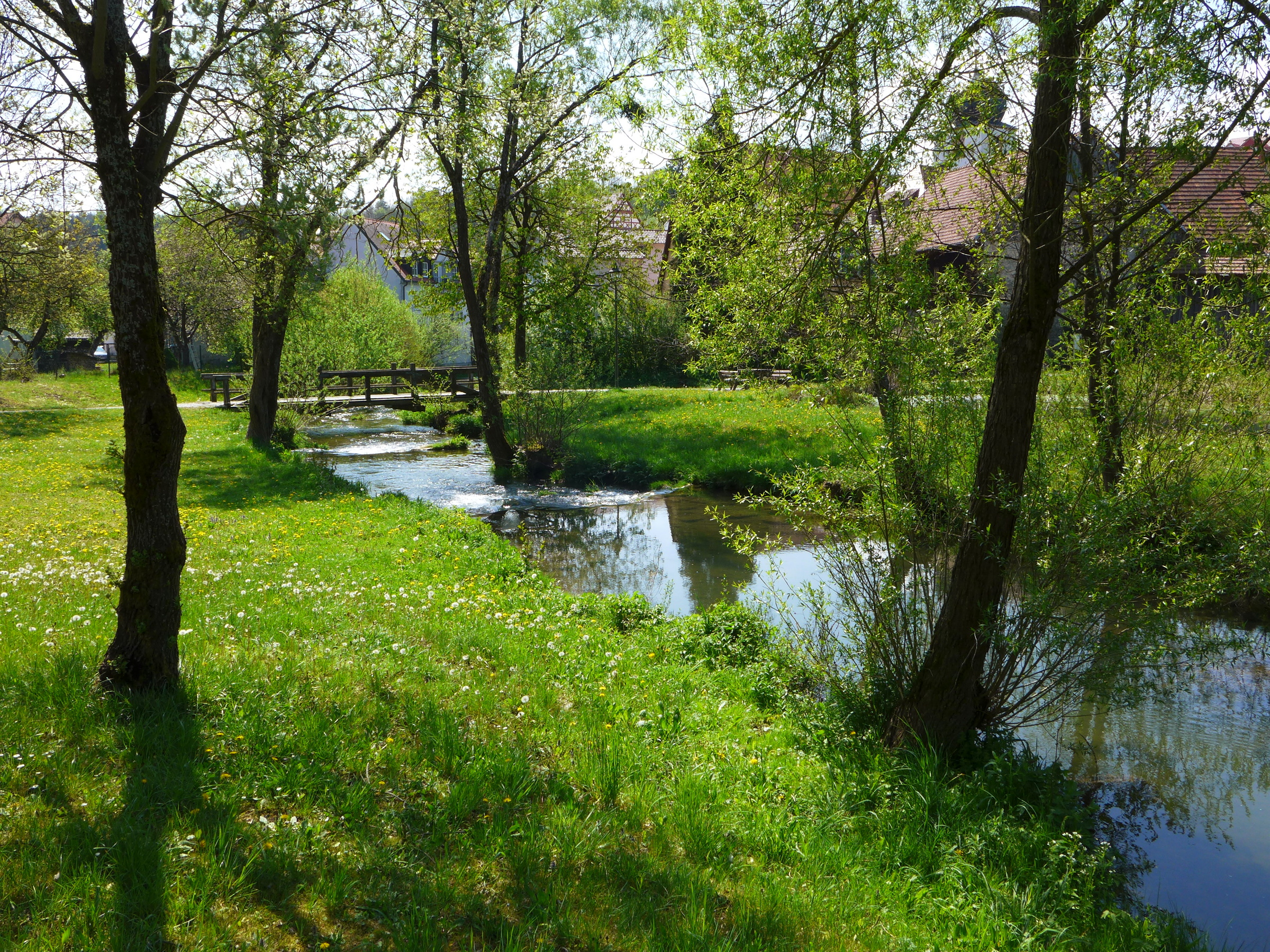
An der Leinleiter
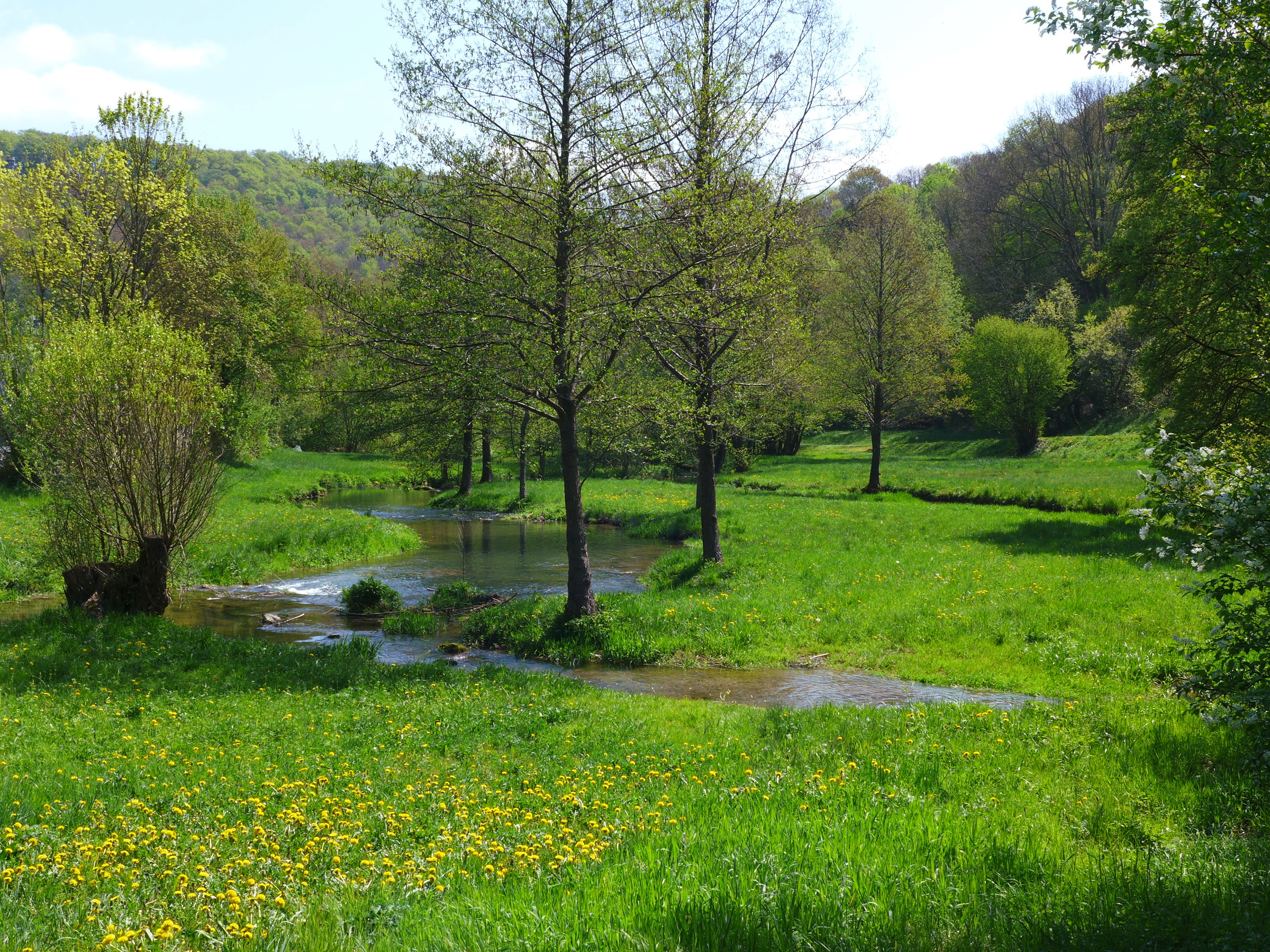
Renaturierte Leinleiter

### Verkehrsanbindung

#### Eisenbahn

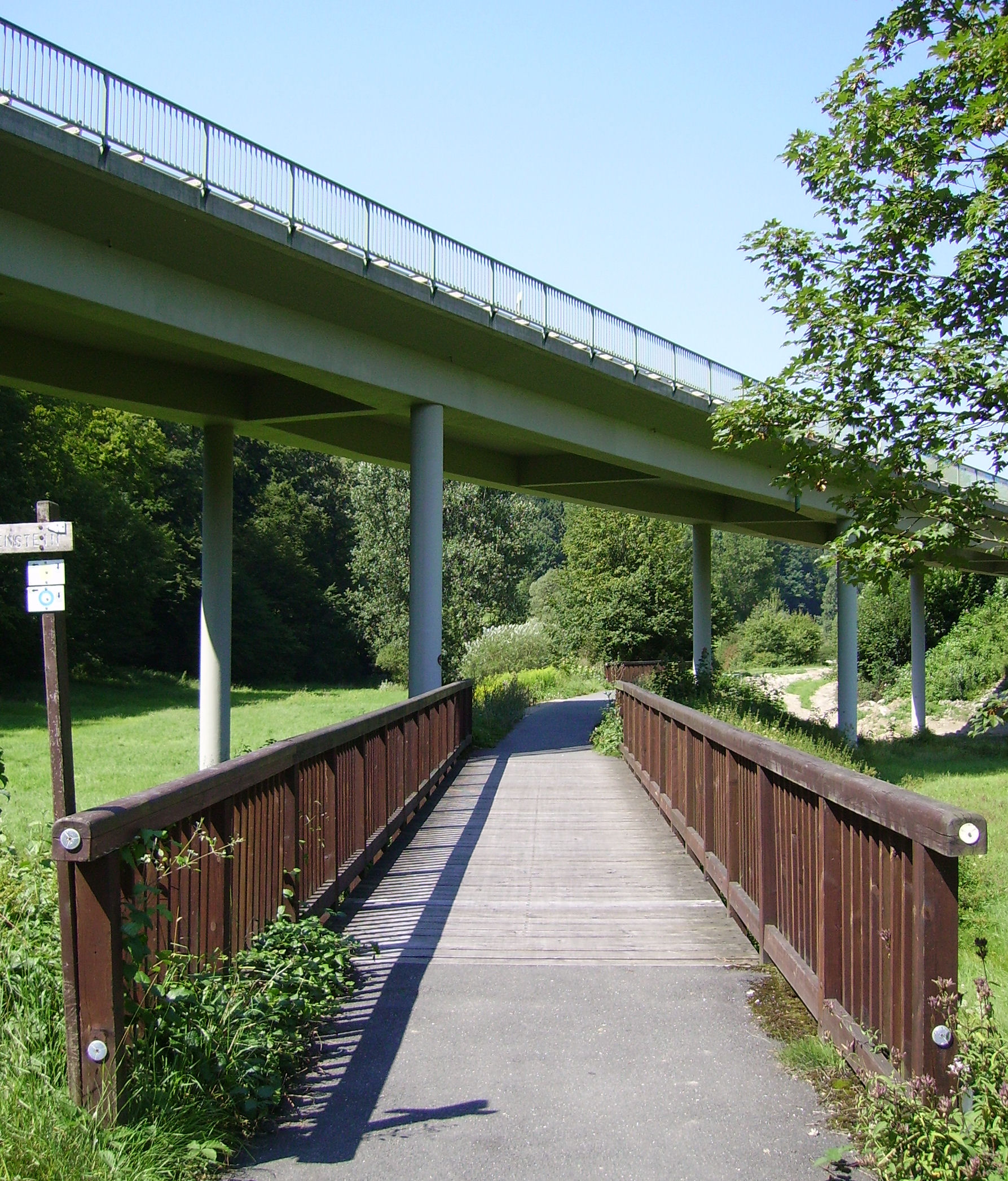
Brücke über das Leinleitertal und ehemalige Eisenbahnlinie als Radweg

Von 1915 bis 1968 war Heiligenstadt Endstation der Nebenbahnstrecke Heiligenstadt–Ebermannstadt und weiter nach Forchheim. Bis es zum Bau dieser Strecke kam, war von den Heiligenstädtern noch einiges an Überzeugungsarbeit zu leisten. Als Argumente wurde das Basalt-Vorkommen bei Oberleinleiter, Eisenerz-Funde bei Königsfeld, das Holz der stauffenbergischen und aufseßischen Wälder, den Umschlag an Getreide und Vieh sowie der aufkommende Fremdenverkehr in der Fränkischen Schweiz angeführt.
Für die Anrainer bedeutete der Bahnbau eine finanzielle Belastung, denn die Bahn forderte die Abtretung der benötigten Flächen und tangierende Baumaßnahmen wie Zufahrtswege. Doch auch entferntere Gemeinden waren bereit, ihren Anteil beizutragen, denn sie hofften zum Teil auch darauf, dass es später eine Verlängerung nach Hollfeld oder Scheßlitz geben würde. Schwierigkeiten bereiteten allerdings die Gasseldorfer. Sie wollten ihre Grundstücke nicht abtreten, sodass Zwangsmaßnahmen vollstreckt werden mussten.
Im Juni 1913 begannen die Bauarbeiten. 117.000 Kubikmeter Erde waren zu bewegen, elf Brücken zu bauen, das Bett der Leinleiter musste an fünf Stellen verlegt werden. Dabei fanden über 100 Arbeiter sowie viele Ortsansässige Arbeit.
Im Jahre 1915 konnte das Projekt seiner Bestimmung übergeben werden. Am 4. Oktober 1915 wurde die Lokalbahn Ebermannstadt-Heiligenstadt in Betrieb genommen. Der Lehrer Hans Spörl schreibt dazu:

„Ein Heiligenstädter, Lokführer Fritz Krasser, ein Sohn des früheren Bürgermeisters Friedrich Krasser in Heiligenstadt, der sich seinerzeit schon um den Bahnbau bemühte, hatte gebeten, den ersten Zug in seine Heimatgemeinde führen zu dürfen. Der Wunsch wurde ihm gewährt.“

Weiter heißt es:

„Bürgermeister Richter begrüßte die angekommenen Gäste, hieß sie herzlich willkommen und sprach allen, die an diesem für die Gemeinde Heiligenstadt so bedeutsamen Werke mitgeholfen hatten den heißesten Dank aus. In seinen weiteren Ausführungen zeigte er die Entwicklung des Bahnbaus von seinen Anfängen an bis zur heutigen Eröffnung auf.
Mit Dank zu Gott verband er den Wunsch, die neue Bahn nach Heiligenstadt möge auch weiter in Gottes Hand liegen und zum Segen der Gemeinde Heiligenstadt werden, Während die jubelnde Schuljugend kostenlose Fahrten nach Ebermannstadt und wieder zurück nehmen durfte, fanden sich die Gemeinde-Vertreter mit den Gästen und Gönnern im Gasthof Hösch zu einem Gastmahl zusammen, wo auch in verschiedenen Ansprachen der Bedeutung dieses Festtages gedacht und ein begeistertes ‚Glück Auf!‘ für Heiligenstadt und seine Umgegend zum Ausdruck gebracht wurde. Heiligenstadt ist stolz auf seine Eisenbahn!“

Der Stolz währte nicht lange, denn schon im Juni 1960 wurde der Personenverkehr und 1968 auch der Güterverkehr eingestellt.

#### Straßen
Bereits 1912 wurde signalisiert, dass eine Automobilpost von Bamberg nach Heiligenstadt geplant sei. 1930 verkehrte der Postbus nach Bedarf. Es handelte sich dabei wohl hauptsächlich um Ausflugsfahrten in die Fränkische Schweiz. Die Post begründete ihr mangelndes Engagement vor allem mit den schlechten Straßenverhältnissen. Die Kraftpostlinie nach Hollfeld wurde im Herbst 1931 wieder eingestellt, weil sich die Anrainergemeinden Zoggendorf und Stücht nicht im geforderten Umfang beteiligten. Nun fuhr wieder der Postillon mit seiner Pferdekutsche.
Autogerechte Straßen gibt es auf dem Gebiet des Marktes erst seit dem Ausbau durch den Reichsarbeitsdienst in den 1930er Jahren. Diese Baumaßnahmen waren vorwiegend Arbeitsbeschaffungsmaßnahmen. In diesem Zusammenhang wurden die Straßen von Veilbronn nach Siegritz und von Hohenpölz nach Reckendorf gebaut.
Das größte Projekt der Nachkriegszeit war der Bau der Veilbronner Talbrücke in den 1950er Jahren.

#### Post
Der älteste Vermerk über das Postwesen in Heiligenstadt stammt aus dem Jahr 1733, als der angehende katholische Pfarrer Josef Rösch in Bamberg angab, sein Vater sei seit vielen Jahren Postverwalter in Heiligenstadt gewesen. Im Jahr 1853 wurde die Briefniederlage durch eine Brief- und Fahrpostexpedition ersetzt. Wechselte der Posthalter, so wechselte mit ihm auch das Lokal für die Postexpedition. Im Jahr 1892 erhielt Heiligenstadt einen Poststall für eine so genannte Cariolpostlinie nach Aufseß und Hollfeld. Eine solche Pferdepost-Linie verkehrte auch zum Bahnhof in Ebermannstadt. 1898 folgte die Etablierung einer planmäßigen Postagentur, deren Posthalter über den anstrengenden Dienst klagten, weil die Postfahrzeuge stets nachts oder in den frühen Morgenstunden den Ort passierten und sie dann immer zur Stelle sein mussten.
Die Brief- und Paketpost wurde mit Fahrzeugen befördert. Den Postzustelldienst versahen bis in die 1960er Jahre Postboten zu Fuß oder mit dem Fahrrad.
Schon am 1. Oktober 1874 erhielt Heiligenstadt eine Telegrafenstation mit Morsebetrieb, die bis zum Jahr 1926 genutzt wurde. Im Jahr 1907 wurde eine Fernsprech-Vermittlungsstelle eingerichtet. Die ersten Telefonanschlüsse erhielten der Gasthof Hösch in Heiligenstadt und Schloss Greifenstein sowie die Gemeinden Burggrub und Hohenpölz.